# アントニオ・スマレーリャ
アントニオ・スマレーリャ（Antonio Smareglia, 1854年5月5日 プーラ - 1929年4月15日 グラード）はイタリアのオペラ作曲家。

## 生涯
オーストリア＝ハンガリー帝国領のイストリアに生まれる。生家は現在スマレーリャとその作品を記念する博物館となっている。父フランチェスコ・スマレーリャはディニャーノ（現クロアチア領イストラ郡ヴォドニャン Vodnjan）出身のイタリア人で、母ジュリア・スティグリチは、イツィッチ（Ičići）出身のクロアチア人だった。スマレーリャの代表作《イストリアの結婚式 Nozze Istriane 》は、父親の故郷が舞台となっている。
マリア・イェッティ・ポッラと結婚して5人の子を儲ける。46歳で失明したため、家族や友人・門人の口述筆記で創作活動を継続した。そのような協力者に、息子のアリベルトやマリオ、プリモ・デッラ・ゾンカ、ガストーネ・ズッコーリ、ヴィート・レヴィらが挙げられる。

## 主要作品一覧
- 1幕の劇付随音楽《遙かなる狩》 Caccia lontana （1879年、学生時代の習作）
- 交響詩《レオノーラ》 Leonora （1876年）
- 歌劇《気取り屋の女》 Preziosa （1879年、原作：ロングフェローの『スペインの学生』）
- 歌劇《ビアンカ・デ・チェルヴィア》 Bianca de Cervia （1882年）
- 歌劇《王者ナーラ》 Re Nala （1887年）
- 歌劇《シゲートの家来》 Il vasallo di Szigeth （1889年、台本：ルイージ・イッリカ。"Der Vasall von Szigeth" のドイツ語名でウィーンでも上演）
- 歌劇《コルネリオ・シュット》 Cornelio Schutt （1893年、台本：ルイージ・イッリカ。ドレスデン上演）
  - 歌劇《フランドルの画家 I pittori fiamminghi 》 （1928年、《コルネリオ・シュット》の改訂版）
- 歌劇《イストリアの結婚式》 Nozze Istriane （1895年、台本：ルイージ・イッリカ）
- 歌劇《蛾（売笑婦）》 La Falena （1897年9月4日にヴェネツィア・ロッシーニ劇場にて初演、ジャルディーノ・ジャルディーニ指揮）
- 歌劇《大洋神の娘》 Oceana （1903年）
- 歌劇《奈落の底》 Abisso （1914年）
- Canzoni gradesi
- サルヴェ・レジーナ Salve regina
- 主の祈り Pater noster
- アヴェ・マリア Ave Maria